# 14250 Кетлінмартін
14250 Кетлінмартін (14250 Kathleenmartin) — астероїд головного поясу, відкритий 4 січня 2000 року.
Тіссеранів параметр щодо Юпітера — 3,587.